# Brajkovac (Lazarevac)
Brajkovac (em cirílico:Брајковац) é uma vila da Sérvia localizada no município de Lazarevac, pertencente ao distrito de Belgrado, na região de Kolubara. Possuía uma população de 1002 habitantes segundo o censo de 2002.

## Demografia
| 1948  | 1953  | 1961  | 1971  | 1981  | 1991  | 2002  |
| ----- | ----- | ----- | ----- | ----- | ----- | ----- |
| 1 552 | 1 582 | 1 388 | 1 344 | 1 205 | 1 192 | 1 002 |